# Eragon (phim)
Eragon là một phim dạng phiêu lưu mạo hiểm dựa trên cuốn tiểu thuyết cùng tên Eragon bởi tác giả trẻ tuổi Christopher Paolini, mới 15 tuổi khi viết cuốn đầu. Các vai chính bao gồm Edward Speleers trong vai Eragon, Jeremy Irons, Garrett Hedlund, Sienna Guillory, Robert Carlyle, John Malkovich, Djimon Hounsou, Alun Armstrong, Joss Stone, và với giọng lồng tiếng của Rachel Weisz vào vai con rồng Saphira.
Bộ phim được hướng dẫn bởi đạo diễn Stefen Fangmeier, lần đầu tiên nhận vai trò đạo diễn, người mà trước đó từng làm người chỉ huy tạo hình ảnh minh họa trong bộ phim Lemony Snicket's A Series of Unfortunate Events và Master and Commander: The Far Side of the World. Kịch bản phim được viết bởi Peter Buchman, người được biết tới nhiều nhất nhờ bộ phim Công viên Jurassic III. Các ảnh quan trọng được chụp ở Mafilm Fót Studios trong nước Hungary, bắt đầu từ ngày 1 tháng 8 năm 2005. Những hình ảnh minh họa đặc biệt được đồ họa bởi Weta Digital và Industrial Light & Magic.
Eragon được cống chiếu rộng rãi trên thế giới vào ngày 13-15 tháng 12 năm 2006 bởi hãng phim 20th Century Fox. Nó là phim đứng thứ 10 xếp hạng tệ nhất năm 2006 trên Rotten Tomatoes, và hạng thứ 31 trong những phim có thu nhập cao nhất trong Hoa Kỳ. Đĩa DVD và Blu-ray của bộ phim được ra mắt ngày 20 tháng 3 năm 2007. Nó được công bố đầu tiên trên Disney XD trong Hoa Kỳ vào ngày 6 tháng 4, 2009. Bộ phim ra mắt một nữ ca sĩ nhạc tâm hồn và còn là người thắng giải Grammy Joss Stone đóng vai nữ diễn viên trong phim lần đầu tiên.

## Cốt truyên
Eragon (Edward Speleers) là một cậu bé nông dân 17 tuổi (15 tuổi trong truyện) sống ở một làng nhỏ tên Carvahall của một lục địa giả tưởng Alagaësia. Alagaësia có nhiều loại động vật huyền thoại như rồng. Trong khi đang đi săn bắn, cậu đã vô tình nhặt được cái trứng rồng rồi từ đó nở thành một con rồng con màu xanh rồi cậu đặt tên cô rồng con là Saphira (lồng tiếng Rachel Weisz). Eragon quyết định giấu Saphira như một bí mật, những một nhóm loài Ra'zac, được gửi bởi tên bạo chúa Galbatorix (John Malkovich) để tìm bắt Eragon và Saphira. Điều này làm cậu phải chạy trốn khỏi nhà nhưng khi cậu trở lại thì chú ruột cậu đã bị sát hại bởi bọn Ra'zac. Điều này đã làm cậu phẫn nộ và quyết định ra đi trả thù. Cùng với người kể truyển cổ tích Brom (Jeremy Irons), Eragon, và Saphira bắt đầu đi con đường mà của các kị sĩ rồng đã bị lãng quên. Cậu học phép thuật, đánh kiếm và cách cưỡi rồng để một ngày phục hưng đất nước và lật đổ tên bạo chúa đang cai trị toàn cõi Alagaësia.

## Vai
- Edward Speleers là Eragon
- Jeremy Irons là Brom
- Sienna Guillory là Arya
- Robert Carlyle là Durza
- John Malkovich là Galbatorix
- Garrett Hedlund là Murtagh
- Alun Armstrong là Garrow
- Chris Egan là Roran
- Gary Lewis là Hrothgar
- Djimon Hounsou là Ajihad
- Rachel Weisz người lồng tiếng rồng Saphira
- Richard Rifkin là Horst
- Steven Spiers là Sloan
- Joss Stone là Angela
- Caroline Chikezie là Nasuada

## Nhạc phim
Phần nhạc nền của bộ phim được làm bởi Patrick Doyle. Avril Lavigne với ca khúc "Keep Holding On" được chọn làm ca khúc chủ đề của bộ phim. Ca khúc được phát hành như một đĩa đơn trong năm 2006 (và sau đó xuất hiện trong album phòng thu thứ ba của cô The Best Damn Thing năm 2007) và đạt vị trí 17 ở bảng xếp hạng Billboard Hot 100 ở Mĩ.
Danh sách ca khúc
1. "Eragon"
2. "Roran Leaves"
3. "Saphira's First Flight"
4. "Ra'zac"
5. "Burning Farm"
6. "Fortune Teller"
7. "If You Were Flying"
8. "Brom's Story"
9. "Durza"
10. "Passing the Flame"
11. "Battle for Varden"
12. "Together"
13. "Saphira Returns"
14. "Legend of Eragon"
15. "Keep Holding On" – Avril Lavigne
16. "Once in Every Lifetime" – Jem